# Sri Lanka ai Giochi della XXXIII Olimpiade
Lo Sri Lanka ha partecipato ai Giochi della XXXIII Olimpiade, svoltisi a Parigi dal 26 luglio all'11 agosto 2024, con una delegazione di 6 atleti, 3 uomini e 3 donne, in 3 discipline. Ciò segnerà la diciannovesima presenza dello Sri Lanka alle Olimpiadi estive, ad eccezione delle Olimpiadi estive del 1976 a Montréal. Sette delle precedenti apparizioni olimpiche della nazione erano sotto il nome di Ceylon.
I portabandiera alla cerimonia di apertura sono stati Viren Nettasinghe e Dilhani Lekamge.

## Delegazione
| Sport            | Uomini | Donne | Totale |
| ---------------- | ------ | ----- | ------ |
| Atletica leggera | 1      | 2     | 3      |
| Badminton        | 1      | 0     | 1      |
| Nuoto            | 1      | 1     | 2      |
| Totale           | 3      | 3     | 6      |